# Rhodesiella lobulata
Rhodesiella lobulata är en tvåvingeart som beskrevs av Cherian 1973. Rhodesiella lobulata ingår i släktet Rhodesiella och familjen fritflugor. Inga underarter finns listade i Catalogue of Life.